# Gabriel (ur. lipiec 1992)
Gabriel Girotto Franco (ur. 10 lipca 1992 w Campinas) – brazylijski piłkarz pochodzenia włoskiego występujący na pozycji defensywnego pomocnika, od 2022 roku zawodnik Internacionalu.